# Крашмаш
Крашмаш — российская группа компаний, специализирующаяся на демонтаже зданий и сооружений, занимающаяся подготовкой территорий под застройку промышленными и гражданскими объектами. По версии британского издания Demolition and Recycling International занимает 37-место в топ-100 крупнейших демонтажных компаний мира

## История
ГК «КрашМаш» была основана в феврале 2006 года
В начале 2012 году компания заняла 35 % рынка Санкт-Петербурга. В этом же году КрашМаш расширила географию присутствия, занявшись реализацией объектов на территории Российской Федерации, включая Москву и Московскую область. А в середине 2012 года компания выходит на демонтажный рынок Москвы.
В начале 2013 года произошёл конфликт между руководителями ГК «КрашМаш», в результате которого Александр Васильев (один из основателей компании) покинул группу компаний и перешёл к конкурентам, возглавив только что созданный петербургский филиал екатеринбургской демонтажной компании ГСК «Реформа». А в конце осени 2013 года А. Васильев выставил на продажу свой пакет акций ГК «КрашМаш», составлявший 19 % (в действительности он владел 19 % в уставном капитале ООО «ГК КрашМаш»). В качестве покупателя выступил другой игрок демонтажного рынка, основной конкурент ГК «КрашМаш» — ГК «Размах» (по-видимому, в расчёте на получение рычагов влияния на бизнес-процессы конкурента). Однако затем А. Васильев нарушив обязательство по продаже, оказался должен «Размаху» 500 тыс. рублей и спустя 2 года получил иск о личном банкротстве.. Но более вероятно, что ООО «ГК КрашМаш» в связи с переименованием в конце 2013 года в ООО «Три Кота», автоматически перестало быть интересным для приобретения ГК «Размах».
В середине 2014 года компания освоила новое направление — возведение стен в грунте.
В 2016 году КрашМаш присвоен статус «Лидер отрасли» среди демонтажных компаний России.
В 2017 году компания расширила сферу деятельности, начав строительство собственных торгово-офисных комплексов, с планами создать сеть таких коммерческих объектов, а также приобрела самый высокий в стране экскаватор-разрушитель (со стрелой в 60 метров) Caterpillar 390DLME.
В 2019 году ГК «КрашМаш» стала первой российской компанией, получившей полноправное членств в National Demolition Association (NDA).
В 2019 году генерального директора Группы «КрашМаш» Виктора Казакова избрали в члены правления European Demolition Association (EDA) в качестве официального представителя интересов демонтажной отрасли России.
В 2020 году экономический журнал Forbes опубликовал статью, в которой были раскрыты все реперные точки становления и развития КрашМаш.
В 2021 году в рамках премии «Рекорды рынка недвижимости» ГК «КрашМаш» была признана «Компанией № 1 по демонтажу и реновации № 1». В том же году компания впервые вошла в рейтинг топ-100 крупнейших демонтажных компаний мира, составляемом британским изданием Demolition and Recycling International. На протяжении трех лет ГК "КрашМаш" остается единственной российской компанией в топ-40 лидеров мирового демонтажного рынка.
Офисы компании расположены в Москве и Санкт-Петербурге. Является членом: «Российского Союза Промышленников и предпринимателей», «Ассоциации строителей России», «Российского Союза химиков», «Санкт-Петербургской торгово-промышленной палаты», «Российской гильдии управляющих и девелоперов».
В 2022 году ГК «КрашМаш» была привлечена для демонтажа домов в Мариуполе . За 2022-2023 год было снесено более 80 домов. Также в 2022 году компания была повторно признана «Компанией № 1 по демонтажу и реновации» в рамках премии «Рекорды рынка недвижимости» 
В 2023 году ГК «КрашМаш» в третий раз была признана признана «Компанией № 1 по демонтажу и реновации» в рамках премии «Рекорды рынка недвижимости»
В 2024 году ГК «КрашМаш» стала победителем Зеленой премии в номинации «Корпоративные проекты» за внедрение экологических практик. Премией награждаются за достижения в области защиты окружающей среды, экологического просвещения, внедрения лучших практик в природоохранной сфере, а также за проявления лидерского потенциала в экологии. 
В 2025 году ГК «КрашМаш» была признана «Компанией № 1 по демонтажу и реновации» в рамках премии «Рекорды рынка недвижимости».  Одержала победу в V юбилейной Национальной премии в области экологических технологий «ЭкоТех-Лидер 2025». Высшая награда конкурса вручена в номинации «Экологические инициативы для городской среды» за достижения в области переработки строительных отходов и создания востребованных экологически чистых материалов.

## Руководство
Казаков Александр Викторович — президент ГК «КрашМаш».
Казаков Виктор Александрович — генеральный директор ГК «КрашМаш», кандидат экономических наук, член правления ООР «Российского союза промышленников и предпринимателей», член партии «Единая Россия»..

## Демонтажные работы

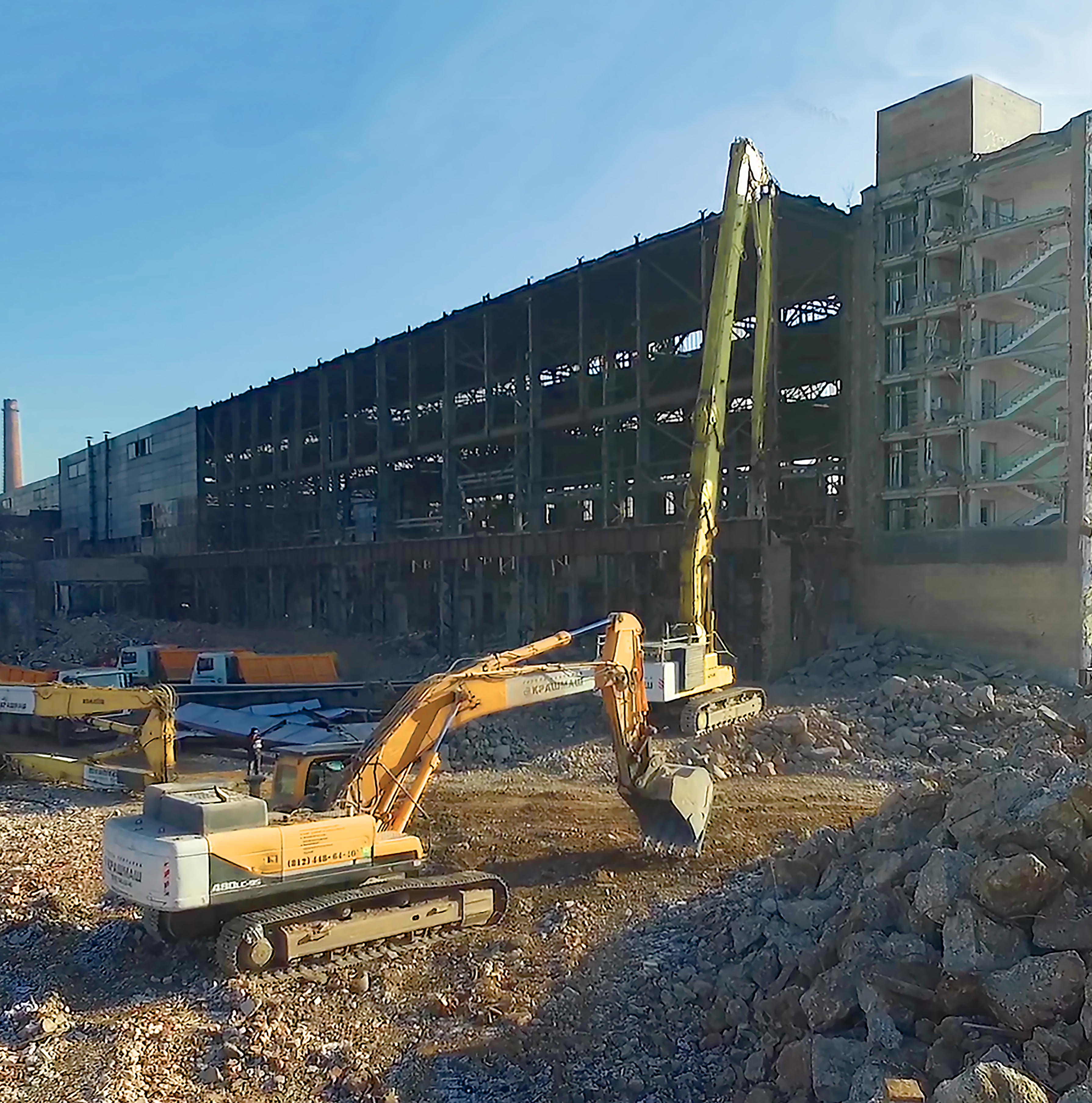
Демонтаж ММЗ «Серп и Молот»

Наиболее известными объектами демонтажной деятельности компании, попавшими в СМИ за 2010—2022 годы, являются:
- 2010 год — снос одно- и двухэтажных корпусов, для строительства нового здания Александринского театра на набережной реки Фонтанки в Санкт-Петербурге и демонтаж здания в Сестрорецке[28][29].
- 2011 год — снос «Литературного дома» на Невском проспекте Санкт-Петербурга, а также снос производственных корпусов объединения «Керамика» и завода «Стройфарфор» на Южном шоссе Санкт-Петербурга[30][31]
- 2012 год — снос корпусов ГИПХа на проспекте Добролюбова в Санкт-Петербурге для проекта «Набережная Европы» и демонтаж 240-метрового цеха завода «Знамя труда им. И. И. Лепсе» на пр. Металлистов Санкт-Петербурга в рамках редевелопмента территории под строительство ТРЦ «Охта Молл»[32][33]
- 2013 год — снос «Московского завода по обработке цветных металлов» на улице Серпуховский вал в Москве, демонтаж 69-метрового элеватора на берегу Волги в Самаре и демонтаж старого здания ТЭЦ-12 в центре Москвы.
- 2014 год — демонтаж корпусов БАЗ-2 (Богословский алюминиевый завод) в Краснотурьинске, работы в рамках проекта по модернизации на «Шатурской ГРЭС» в городе Шатура Московской области, а также земляные работы по возведению стены в грунте и подготовке котлована в промышленной зоне «Фили» города Москвы[34][35]
- 2015 год — демонтаж на территории «Чусовского металлургического завода», работы по сносу 172,5-метрового моста через реку Вопь в районе города Ярцево Смоленской области, а также демонтаж зданий в центре Москвы на улице Большая Полянка[36][37][38].
- 2016 год — демонтаж в Москве зданий трех бывших заводов: «Карачаровского Механического завода» (КМЗ) на Рязанском пр.; «Научно-исследовательского тракторного института» (НАТИ) на ул. Верхняя; «Московского металлургического завода „Серп и Молот“» на Золоторожском валу. Всего на трех заводах было снесено порядка 100 зданий и сооружений общим строительным объёмом свыше 2,6 млн м³.[39].
- 2017 год — снос 15-этажного санатория-долгостроя в центре Геленджика, демонтаж дворца спорта ЦСК ВВС в Самаре в рамках строительства на его месте современного дворца спорта, а также снос старых корпусов на территории ПАО «Горнозаводскцемент» в городе Горнозаводске Пермского края.[40][41]
- 2018 год — Демонтаж зданий и сооружений в Москве: на территории полиграфического комбината газеты «Правда» и аварийное шестиэтажное здание на Пушкаревом переулке, участие в демонтаже Ховринской больницы на Клинской улице[42][43][44].
- 2019 год — работы по высотному демонтажу гостиницы «Спутник» и бизнес-центра «1812», снос инфраструктурных сооружений на стадионе «Москвич»[45][46][47].
- 2020 год — подготовка площадки под строительство спортивной базы ЦСКА и снос бывшего здания «Коммерсанта» в Москве, демонтаж методом направленного сброса (обрушения) четырёх дымовых труб на заводе по переработке горючего сланца в Ленобласти[48][49][50].
- 2021 год — снос отеля «Корстон» для строительства штаб-квартиры «Яндекс»[51], редевелопмент "Дома связи" на Новом Арбате [52]
- 2022 год - подготовительные работы под строительство оздоровительного центра в Лужниках [53], снос хрущевок в рамках Программы реновации Москвы [54], демонтаж зданий Кондопожского ЦБК [55]
- 2023 год - снос 70 метрового здания на территории промышленной зоны "ЗИЛ" в Москве, снос 76-метрового здания на ул Милашенкова, демонтаж зданий и 120-метровых дымовых труб в рамках программы модернизации Выксунского металлургического завода.

## Демонтаж с сохранением фасадных конструкций

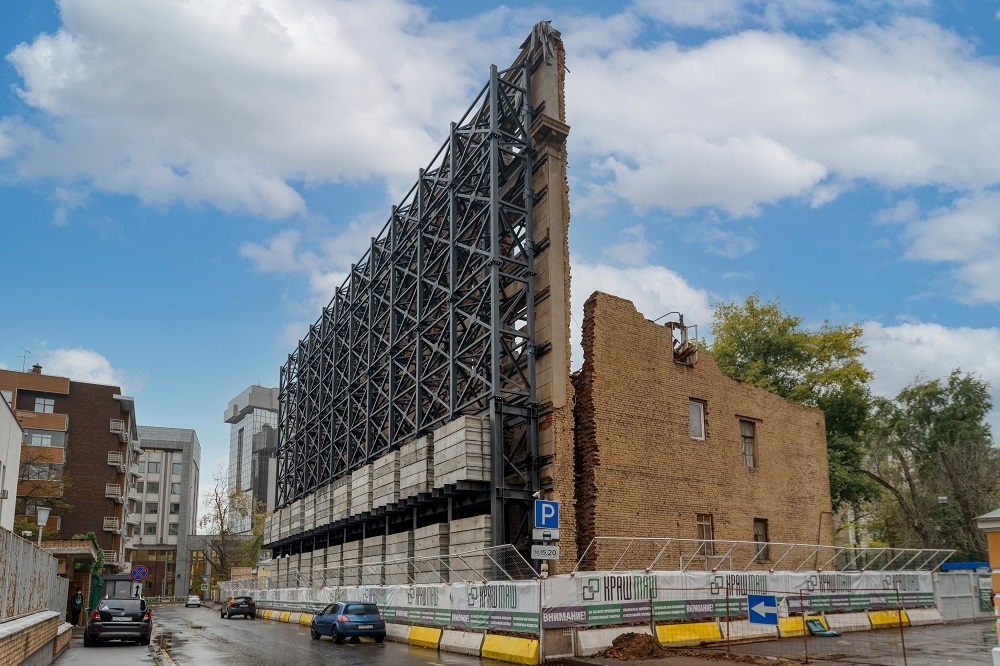
Демонтаж с сохранением фасадной стены, 2-й Неопалимовский переулок

С 2021 года ГК «Крашмаш» начала развивать направление частичного демонтажа с сохранением фасадных конструкций. В этом направлении были реализованы следующие проекты:
- 2021 год. Демонтаж здания с сохранением фасадной стены на 2-м Неопалимовском переулке
- 2022 год. Демонтаж особняка начала XX века в Потаповском переулке Москвы с сохранением четырех фасадных стен [56]. Самое высокое здание в России, в котором были выполнены подобные работы.
- 2022 год. Демонтаж здания с сохранением фасада на Космодамианской набережной [57]
- 2023 год. Демонтаж с сохранением фасадов на Никольской улице.

Компания обладает лицензией Минкульта на осуществление деятельности по сохранению объектов культурного наследия  

## Строительные работы
В 2017 году ГК «КрашМаш» приступила к строительству своего первого торгово-офисного комплекса, который расположен в Кузьмоловском городском поселении Всеволожского района Ленинградской области.
В 2018 году компания приступила к своему второму проекту в Сосновом Бору. Инвестор обязался ввести объект площадью 5015,6 квадратных метров в эксплуатацию к 31 мая 2022 года.

## Экология и ликвидация накопленного экологического ущерба
ГК «КрашМаш» принимала участие в демонтажных работах в рамках Федеральной целевой программы «Национальная система химической и биологической безопасности Российской Федерации». Среди таких объектов: химкомбинат ФГУП «ПО КХК Енисей» в городе Красноярске, действующее предприятие ФГУП «ГосНИИОХТ» «Шиханы» в Саратовской области и ряд других. В 2020 году ГК «КрашМаш» приступила к работам на территории объекта накопленного экологического ущерба «Усольехимпром». Специалисты компании произвели демонтаж надземной части цеха ртутного электролиза.
Компания работает с соблюдением международных «зеленых» стандартов. Так, работы на территории отеля «Корстон» соответствовали стандарту BREEAM. В рамках проекта ГК «КрашМаш» из 81 250 тонн образованных строительных отходов 92 % было переработано во вторичный материал.

## Общественная реакция

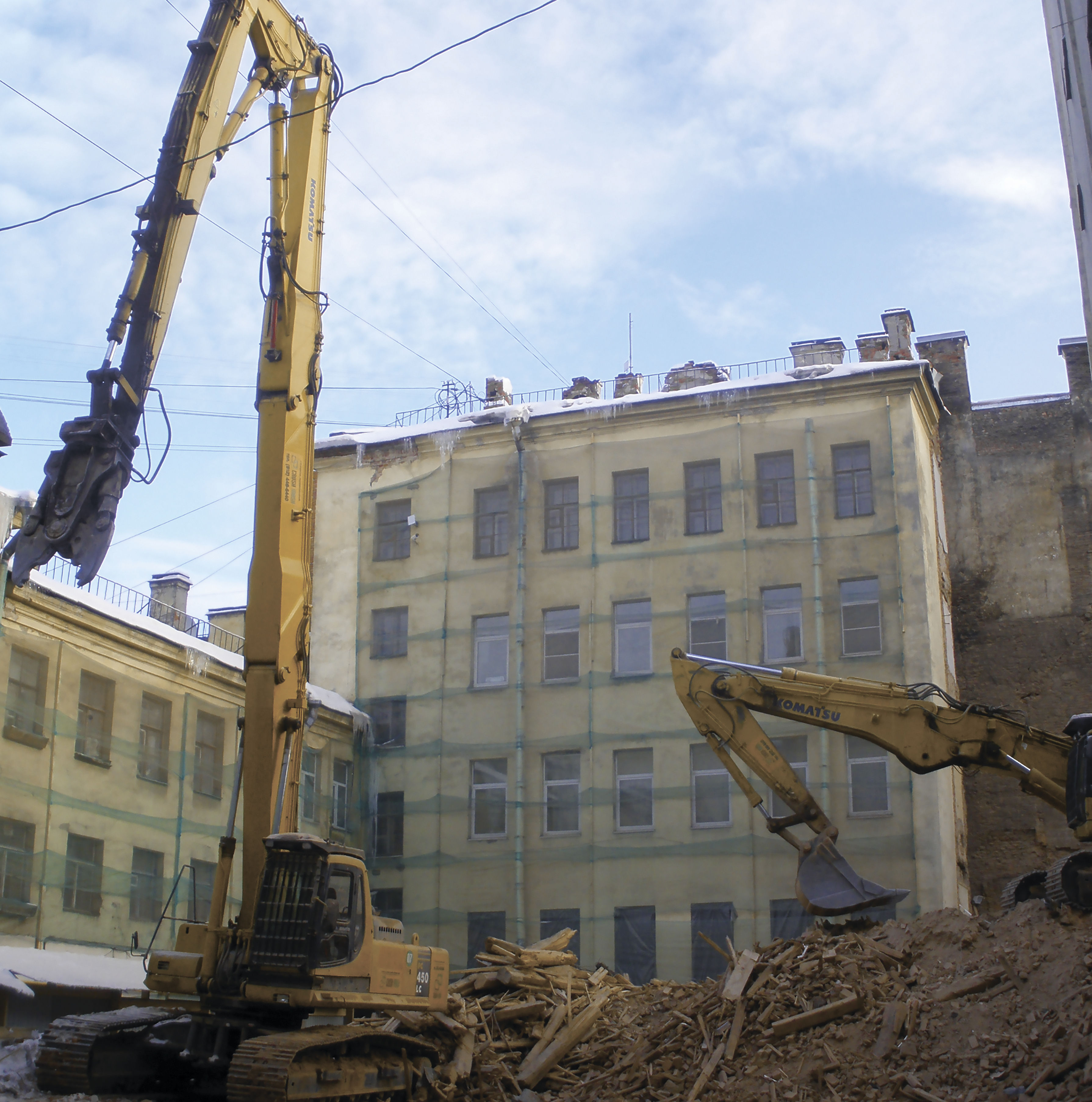
Демонтаж Литературного дома

В январе-феврале 2011 года при демонтаже «Литературного дома» (Санкт-Петербург, Невский проспект, дом 68) КрашМаш столкнулась с серией пикетов, организованных правозащитниками, и мешавших работе техники и протестующих против незаконного сноса исторического здания. Однако в феврале снос здания был завершен, а Прокуратура признала снос «Литературного дома» законным, так как была доказана его аварийность, которую невозможно было устранить иными способами, кроме демонтажа.
Летом-осенью 2017 года в Москве во время демонтажа ряда зданий на Среднем Тишинском переулке 5/7 начались активные протесты в защиту ДК им. А. С. Серафимовича 1928—1929 года постройки, для которого эксперты Мосгорнаследия не нашли оснований для включения в список выявленных объектов культурного наследия. После обращения активистов в Департамент культурного наследия города Москвы работы были приостановлены, но затем возобновлены в связи с отсутствием очевидных и документально подтвержденных данных по историко-архитектурной и мемориальной ценности ДК, которые могли бы позволить отнести это здание к объектам культурного наследия.